# Deutsche Zeitung von Mexiko
Die Deutsche Zeitung von Mexiko erschien von 1883/1898 bis 1942. Sie war die wichtigste deutschsprachige Zeitung in Mexiko.

## Geschichte
1883 gründete Emil Ruhland  die Deutsche Zeitung von Mexiko, unterstützt von Isidor Epstein, der vorher bereits die Wochenzeitung Vorwärts (1872–1876) herausgegeben hatte. Nach einem Streit verließ dieser 1885 die Deutsche Zeitung. In der Zeit danach wurde diese wahrscheinlich vorübergehend eingestellt  und als Nachrichten der deutschen Buchhandlung  fortgeführt (?).
Seit 1898 erschien wieder die Deutsche Zeitung von Mexiko im Verlag Ruhland.
Sie berichtete vor allem über Ereignisse in Mexiko und in der Region, mit vielen Anzeigen, meist auf vier Seiten.
1935 hatte sie eine Auflage von 1000 bis 2000 Exemplaren.
Am 5. März 1942 erschien die letzte Ausgabe.